# Соус (изобразительное искусство)

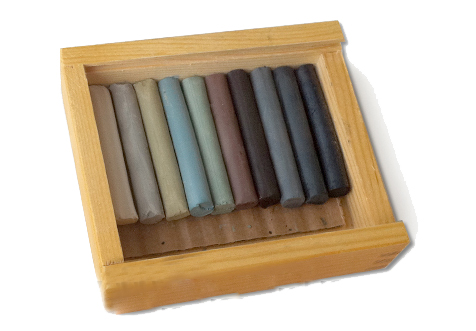
Соус

Соус (фр. sauce — соус, подливка, приправа, от salsa — подсоленная похлёбка) — материал и инструмент для рисования в виде толстого карандаша, изготовленного из спрессованного порошка сажи с примесью клея (фр. velourssauce). По составу соус считают одним из видов пастели. Соус даёт красивый матовый чёрный либо серовато-серебристый тон. Соус наносят на бумагу штрихом с последующей растушёвкой, иногда в сочетании с угольным — итальянским карандашом, сангиной, мелом, сепией. Другой способ применения соуса — размывка кистью с водой наподобие акварели, однако чаще сухой щетинной кистью или так называемой растушкой (тампоном)
Соус в качестве рисовального материала получил распространение в XVIII веке, в эпоху рококо и неоклассицизма. Однако его часто отождествляли с чёрным мелом, чёрной пастелью или угольным, итальянским карандашом. Художники приготовляли эти материалы сами, по собственным рецептам, поэтому их атрибуция затруднена.
Соусом в соединении с пастелью и мелом пользовался выдающийся рисовальщик Эдгар Дега. Во второй половине XIX — начале XX века соусом рисовали многие русские художники: Ф. А. Васильев, И. Н. Крамской, И. Е. Репин, В. А. Серов, М. А. Врубель. Соусом и оригинальным материалом — ламповой копотью с размывкой водой — создавал свои рисунки В. В. Лебедев.